# Felix Heusser

Heusser als Student in Göttingen

Felix Heusser (* 2. Juli 1817 in Hombrechtikon; † 15. Juli 1875 ebenda, heimatberechtigt in Hombrechtikon) war ein Schweizer Landarzt und Chirurg.

## Leben
Felix Heusser wurde am 2. Juli 1817 als Sohn von Felix Heusser senior, Barbier-Chirurg in Hundwil, in Hombrechtikon geboren. Nach Schulbesuchen in St. Gallen trat er eine Lehre beim Stadtarzt von St. Gallen an. Anschliessend studierte er  Medizin an den Universitäten Heidelberg, Göttingen und Berlin.
Von 1838 bis 1839 bereiste Heusser in der Funktion eines Schiffsarztes Batavia, Sumatra, Java und Borneo. Nach der Rückkehr eröffnete er eine Praxis in Pfäffikon. 1841 legte er in Zürich das Staatsexamen ohne Promotion ab. Im Anschluss leitete er von 1841 bis 1875 seine eigene Praxis in Hombrechtikon. Dazu erwarb er 1851 den Sonnenhof (1948 wurde ihm zu Ehren eine Gedenktafel aufgestellt).
Felix Heusser, der mit Barbara, geborene Walder, verheiratet war, verstarb am 15. Juli 1875 in Hombrechtikon.

## Wirken
Felix Heusser entfaltete eine ausgedehnte und anspruchsvolle chirurgische Tätigkeit und führte vor Theodor Billroth und Theodor Kocher und mit besseren Resultaten Kropfentfernungen und Gelenkresektionen durch. Felix Heusser gilt als Schweizer Pionier auf dem Gebiet der Kropf- und Gelenkchirurgie. Er ist neben Heinrich Locher (Heinrich Locher-Zwingli, 1800–1865) der bedeutendste Schweizer Chirurg seiner Zeit.